# Regne de Mira
El Regne de Mira va ser un regne de la part occidental d'Anatòlia, Va sorgir cap a l'any 1430 aC i era tributari d'Arzawa i després dels hitites. Es trobava al nord-nord-oest d'Hapalla (Psídia).

## Orígens
Els germans del rei Maskhuiluwas el van assetjar i el van i obligar a fugir a Hattusas; el nou rei proclamat es va dir Kupanta-Kurunta, nom que sembla indicar una tendència anti-hitita. Subiluliuma I (que va regnar al segon quart del segle xiv aC) va considerar perillosa aquesta revolta i va donar a la seva filla en matrimoni a Maskhuiluwas al que després va instal·lar a Kuwaliya. Hapalla va aconseguir finalment el control del regne de Mira i Maskhuiluwas va utilitzar el títol de rei de Mira i Kuwaliya. El títol de rei de Mira el va usar el rei d'Hapalla.
Piyama-Kurunta d'Arzawa, en guerra amb el rei Mursilis II, va atacar a Maskhuiluwas de Mira, i possiblement va destruir la ciutat d'Impa, però Maskhuiluwas el va rebutjar en una batalla i va tornar a la seva capital Hapanuwa on va seguir lleial als hitites als que devia el tron.
Mursilis II, triomfant dels reis d'Arzawa, va anar a Kuwaliya on va establir guarnicions (entre elles a Impa) aparentment per agrair a Maskhuiluwas la seva ajuda contra Arzawa. També va establir una guarnició a Hapanuwa i va confirmar a Maskhuiluwas la terra de Kuwaliya i la de Mira. Hapalla es va concedir a un tal Targasnallis. Els reis de Mira-Kuwaliya, Hapalla i el rei Seha van signar un tractat reconeixent al regne Hitita com a sobirà al mateix temps que es reconeixia la seva llibertat.
Maskhuiluwas i la seva dona Muwatti (germana de Mursilis) no van tenir fills i van demanar a Mursilis de reconèixer com a successor al nebot, adoptat com a fill, Kupanta-Kurunta.
Un rei que les tauletes esmenten con E.gal.pap (els dos punts són per dos lletres que manquen) es va revoltar a l'oest d'Hatti durant deu anys. Maskhuiluwas va complir de moment la seva paraula i va lluitar al costat del rei hitita però més tard, ja cansat de la seva tutela, es va unir al rebel i va incitar a la rebel·lió de Pitasa o Pitassa.
Mursilis va tornar a anar a Sallapa i quan va amenaçar a Maskhuiluwas aquest va fugir al regne de Masa mentre el seu regne de Mira i Kuwaliya es va rendir. Mursilis va envair Masa, causant molts danys, i davant de l'amenaça que el regne de Masa va fer al rei rebel, Maskhuiluwas es va veure obligat a rendir-se. Va ser tractat amb clemència ja que era oncle del rei, i enviat a Hattusas. Al seu lloc Mursilis va instal·lar a Kupanta-Kurunta. Se suposa que E.gal.pap va ser derrotat algun temps després. Maskhuiluwas va ser enviat (desterrat) a governar una ciutat sagrada de la regió del riu Siyanta, com a gran sacerdot.
Kupanta-Kurunta de Mira era considerat membre de la família reial, ja que la seva mare adoptiva era princesa (germana de Mursilis). Kupanta-Kurunta va aportar contingents militars del país a l'exèrcit hitita, soldats que van participar en la batalla de Cadeix a l'Orontes cap a l'any 1293 aC. En el regnat de Muwatal·lis II va morir Kupanta-Kurunta i el va succeir Kupanta-Lamna, fill de Kupanta-Kurunta de Mira-Kuwaliya, descendent dels reis d'Arzawa pel seu pare i dels reis hitites per la mare, ja que la seva mare era filla de Subiluliuma I.
Urhi-Teshub va arribar al tron hitita sota el nom de Mursilis III i immediatament va voler deposar alguns dels governadors dels antics estats d'Arzawa i establir el govern directe i va anar a la zona per consolidar el seu poder. En la guerra civil entre Mursilis III i Hattusilis III no es parla del regne de Mira. Sota Hattusilis III era rei Kupanta -Kurunta (II), que segons alguns era el mateix rei que havia pujat al tron als voltants de l'any 1280 aC, ja que Kupanta-Lamna o Lamma era la forma sumèria del seu nom.

## Reis de Mira
- Maskhuiluwas abans de 1350 aC
- un germà de Maskhuiluwas cap a l'any 1350 aC
- A Hapalla després de 1350 aC

## Reis de Kuwaliya
- Maskhuiluwas potser el 1350 aC (titulat rei de Mira i Kuwaliya)

## Reis de Mira i Kuwaliya
- Maskhuiluwas potser entre el 1350 aC i el 1310 aC
- Kupanta-Kurunta I entre el 1310 aC i el 1280 aC
- Kupanta-Lamna probablement entre el 1280 aC i el 1240 aC (Kupanta-Kurunta II)